# Anthony Pohlmann
Anthony Pohlmann (eigentlich Anton Pohlmann; * 18. Jh.; gestorben in der ersten Hälfte des 19. Jahrhunderts) war ein aus dem Kurfürstentum Braunschweig-Lüneburg („Kurhannover“) stammender Soldat der British East India Company und während des Zweiten Marathenkrieges in der Armee des Prinzen Daulat Sindia.

## Leben
Pohlmann kam als Sergeant (Unteroffizier) eines kurhannoverschen Regimentes nach Indien, das in den Dienst der India Company in Madras gestellt war. Er desertierte von diesem Regiment zwischen 1792 und 1793 und trat in den Dienst der Armee des Marathen-Prinzen Daulat Sindia. Zuerst diente er unter dem französischen Söldnerführer Benoît de Boigne, der ihn 1794 zum Captain (Hauptmann) beförderte. Bis 1795 befahl er einem Bataillon der Infanterie. Im Frühjahr 1799 wurde er von General Pierre Cuillier-Perron, der von de Boigne das Gesamtkommando der Armee des Staates Gwalior übernommen hatte, zum Colonel (Oberst) befördert. Pohlmann erhielt Befehl über Sindias 2. Brigade. In der Schlacht von Assaye 1803 gegen die Briten unter General Arthur Wellesley, dem späteren Duke of Wellington, befehligte Pohlmann die Maratha-Armee, nachdem Sindia und der Raja von Berar das Schlachtfeld verlassen hatten.
1804 kehrte er als Lieutenant Colonel (Oberstleutnant) zu der Britischen Ostindien-Kompanie zurück.